# Сосновка (Житомирский район)
Сосновка (укр. Соснівка) — село на Украине, находится в Житомирском районе Житомирской области.
Код КОАТУУ — 1822086204. Население по переписи 2001 года составляет 195 человек. Почтовый индекс — 12462. Телефонный код — 412. Занимает площадь 1,019 км².

## Адрес местного совета
12462, Житомирская область, Житомирский р-н, с.Рудня-Городище, ул.Рад, 19